# 260 Huberta
260 Huberta  (mednarodno ime je tudi 260 Huberta) je asteroid v glavnem asteroidnem pasu. Kaže značilnosti dveh tipov asteroidov (tipa C in tipa X) .
Pripada družini Sibela.

## Odkritje
Asteroid je odkril avstrijski astronom Johann Palisa (1848 – 1925) 3. oktobra 1886 na Dunaju.. 

## Lastnosti
Asteroid Huberta obkroži Sonce v 6,39 letih. Njegova tirnica ima izsrednost 0,117, nagnjena pa je za 6,417° proti ekliptiki. Njegov premer je 94,67 km, okoli svoje osi se zavrti v 8,39 urah .